# تپه کوره سیدها
تپه کوره سیدها مربوط به عصر مس - عصر آهن است و در شهرستان خرم‌آباد، بخش زاغه، دهستان قائد رحمت، ۳۰۰ متری شرق روستای دولیسکان واقع شده و این اثر در تاریخ ۲۸ اسفند ۱۳۸۵ با شمارهٔ ثبت ۱۸۵۵۶ به‌عنوان یکی از آثار ملی ایران به ثبت رسیده است.